# Briefdrucksache

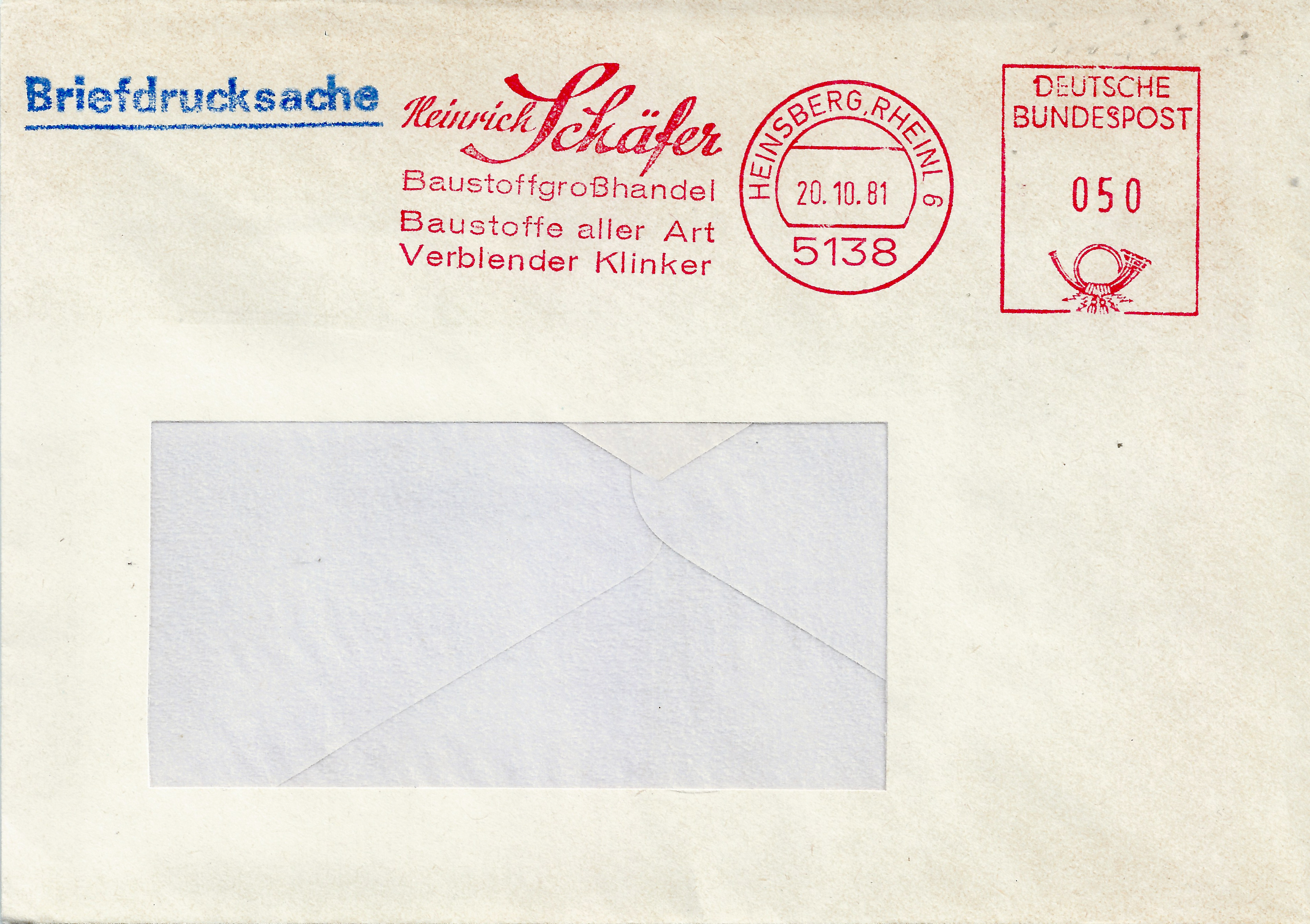
Briefumschlag, frankiert als Briefdrucksache, 1981

Am 1. März 1963 wurden die Briefdrucksachen eingeführt. Die Briefdrucksache stellte in der postbetrieblichen Behandlung und hinsichtlich der Gebühr eine Zwischenstufe zwischen Brief und Drucksache dar. Grundform war die Drucksache. Beim Versand als Briefdrucksache konnte sie jedoch durch folgende Zusätze in einem beliebigen Verfahren erweitert werden: Nachtragen von bis zu 10 Wörtern oder Buchstaben, Nachtragung von Ziffern in beliebiger Menge sowie Streichungen oder Unterstreichungen von Textstellen, wenn sie im Zusammenhang zum gedruckten Text stehen. Briefdrucksachen durften bis zu 500 g schwer sein. Sie mussten wie Drucksachen offen sein und die Bezeichnung „Briefdrucksache“ tragen.
Seit dem 1. April 1993 gibt es die Briefdrucksachen nicht mehr.